# بوابة الكهف

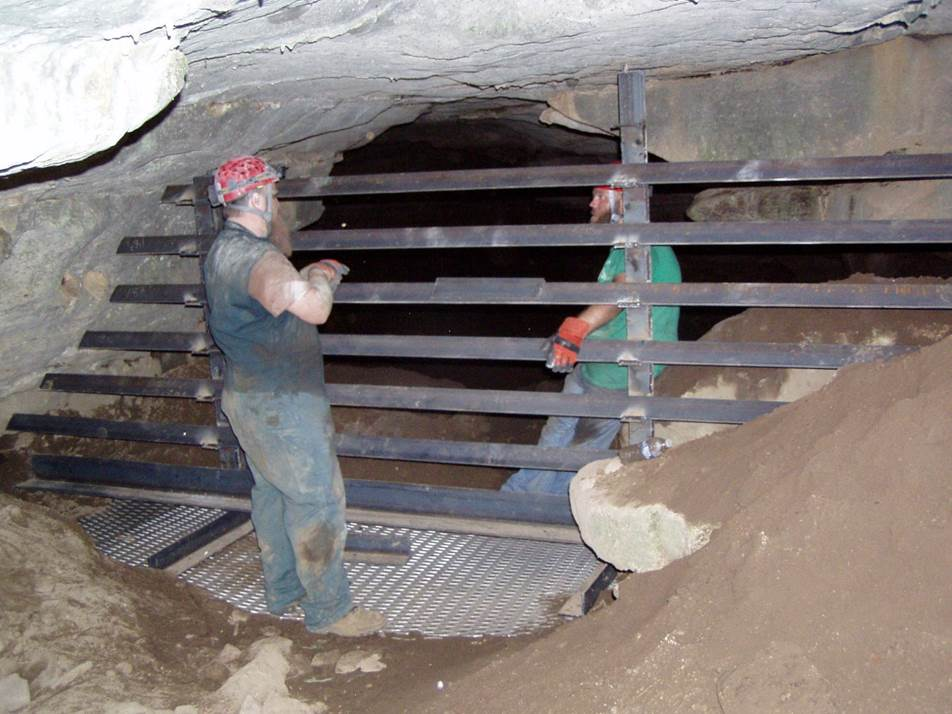
بوابة صديقة للخفافيش في كهف كولمان

بوابة الكهف (بالإنجليزية: Cave gate)‏ عبارة عن حاجز من صنع الإنسان يوضع عادة عند مدخل الكهف أو داخل مدخل الكهف في محاولة لعرقلة أو تخفيف وصول الإنسان إلى داخل الكهف. يمكن أن يتنوع سبب بوابة الكه ، ولكن قد يشمل حماية أنواع الخفافيش الحساسة أو المهددة بالإنقرض، أو حماية موارد الكهوف الهشة، أو تقييد الوصول إلى الكهوف الخطرة.